# Клапа
Клапа (рум. Clapa) — село у повіті Клуж в Румунії. Входить до складу комуни Трітеній-де-Жос.
Село розташоване на відстані 286 км на північний захід від Бухареста, 39 км на південний схід від Клуж-Напоки.

## Населення
За даними перепису населення 2002 року у селі проживали 106 осіб, усі — румуни. Усі жителі села рідною мовою назвали румунську.